# Sonia Liebing
 (mai 2021).
Pour les articles homonymes, voir Liebing.
Sonia Liebing (née le 6 septembre 1989 à Cologne) est une chanteuse allemande.

## Biographie
Sonia Liebing est d'origine polonaise. Après avoir terminé ses études secondaires, Liebing suit une formation professionnelle de vendeuse au détail. Elle rencontre son compagnon Markus en 2005 alors qu'elle travaille à temps partiel dans le café de ses parents, ils se marient le 7 mai 2011. Après la naissance de ses deux filles (Sophia et Emilia nées en 2011 et 2014), dont les noms sont tatoués sur son bras gauche, et le congé parental qui suit, elle se réoriente professionnellement. Avec sa belle-sœur, elle ouvre le salon de cosmétiques Beautybox Cologne.
Sonia Liebing acquiert sa première notoriété en tant que chanteuse grâce à la tournée allemande de Schlagernacht des Jahres. Elle signe avec Electrola. Le 21 juin 2019 sort son premier album Wunschlos glücklich.

## Discographie
Albums
- 2019 : Wunschlos glücklich
- 2020 : Absolut

Singles
- 2019 : Tu nicht so
- 2019 : Nimm dir was du brauchst
- 2019 : Sonnenwind-Piloten
- 2019 : Du hast mich einmal zu oft angesehen (avec Bernhard Brink)
- 2020 : Maybe – DJ Herzbeat feat. Sonia Liebing
- 2020 : Ich will mit dir (nicht nur reden)

## Source de la traduction
- (de) Cet article est partiellement ou en totalité issu de l’article de Wikipédia en allemand intitulé « Sonia Liebing » (voir la liste des auteurs).